# Таскалинський сільський округ
Таскали́нський сільський округ (каз. Тасқала ауылдық округі, рос. Таскалинский сельский округ) — адміністративна одиниця у складі Таскалинського району Західноказахстанської області Казахстану. Адміністративний центр — село Таскала.
Населення — 8446 осіб (2021; 7731 у 2009, 7618 у 1999, 6880 у 1989).
Станом на 1989 рік існували Каменська сільська рада (частина села Каменка) та Ленінська сільська рада (частина села Каменка, села Красненьке, Кузнецово).

## Склад
До складу округу входять такі населені пункти:
| Населений пункт | Старі назви | Населення, осіб (1989) | Населення, осіб (1999) | Населення, осіб (2009) | Населення, осіб (2021) |
| --------------- | ----------- | ---------------------- | ---------------------- | ---------------------- | ---------------------- |
| Бірлік, село    | Кузнецово   | 430                    | 395                    | 329                    | 292                    |
| Жигер, село     | Красненьке  | 213                    | 169                    | 52                     | 36                     |
| Таскала, село   | Каменка     | 6237                   | 7054                   | 7350                   | 8118                   |